# C7orf71
C7orf71 (англ. Chromosome 7 open reading frame 71) – білок, який кодується однойменним геном, розташованим у людей на 7-й хромосомі. Довжина поліпептидного ланцюга білка становить 169 амінокислот, а молекулярна маса — 19 096.
| 10         |  | 20         |  | 30         |  | 40         |  | 50         |
| ---------- |  | ---------- |  | ---------- |  | ---------- |  | ---------- |
| MGSCGWALTQ |  | SDWCPFKKRK |  | RHQRCAHSET |  | RHMRTQRQGG |  | YLQARERGLG |
| EANPAYALIL |  | DFQPPELQNL |  | SEMGINHELG |  | YSSIIPMMKR |  | AFSACGTLGL |
| IMSGIFDNPG |  | PIKNTLKKAF |  | TMLWSFTVYT |  | RLESLRVALS |  | NEEMVPFIFH |
| LKTQTANMLS |  | GPISTPMLL  |  |            |  |            |  |            |

A: Аланін

C: Цистеїн

D: Аспарагінова кислота

E: Глутамінова кислота

F: Фенілаланін

G: Гліцин

H: Гістидин

I: Ізолейцин

K: Лізин

L: Лейцин

M: Метіонін

N: Аспарагін

P: Пролін

Q: Глутамін

R: Аргінін

S: Серин

T: Треонін

V: Валін

W: Триптофан